# FAUR
FAUR S.A. ist ein rumänischer Fahrzeug- und Maschinenhersteller mit Sitz in Bukarest.

## Geschichte
Das Unternehmen wurde 1921 von dem Industriellen Nicolae Malaxa unter dem Namen Malaxa gegründet und trug später auch die Namen Rogifer (bis 1945) und Lokomotivfabrik 23. August (ab 1945) zur Erinnerung an den Putsch 1944. Zunächst stellte FAUR ausschließlich Schienenfahrzeuge her, seit 1950 umfasst das Produktionsprogramm auch Maschinen für verschiedene Industriezweige.
Aufgrund von zwischenstaatlichen Vereinbarungen im Rat für gegenseitige Wirtschaftshilfe (RGW) fertigte die Fabrik in den 1970er Jahren die Diesellokomotiven der Baureihe 119 für die Deutsche Reichsbahn in der DDR.
Während dieser Zeit wurden auch Schmalspurlokomotiven des Typs L18H in die DDR geliefert. Im Jahr 1986 waren dies zwei Lokomotiven, die auf der Bebel-Hütte in Helbra (Kupfergewinnung) im Einsatz waren. Eine der Lokomotiven ist jetzt mit neuem Motor in Frankreich in Betrieb. Weitere Lokomotiven wurden 1990 nach Helbra geliefert, aber durch die Stilllegung der Hütte nicht mehr gebraucht. Sie sind in Deutschland im Einsatz.
Hauptproduktionszweige sind auch nach dem Ende des RGW (er wurde im Juni 1991 aufgelöst) weiterhin die Herstellung und Wartung von Schienenfahrzeugen verschiedener Bauarten und Spurweiten sowie die Herstellung von Maschinenkomponenten und Motoren.
In Deutschland sind neben den genannten Loks der Baureihe 119 (später 219/229) einige Schmalspurlokomotiven von FAUR im Einsatz:
- je zwei Lokomotiven des Typs L18H auf der Wangerooger Inselbahn und beim Albbähnle
- eine Lok vom Typ L30H bei der SOEG, zwei weitere bei der Döllnitzbahn
- je eine Lok des Typs L45H bei der Fichtelbergbahn, der Lößnitzgrundbahn, der Weißeritztalbahn und der Sächsisch-Oberlausitzer Eisenbahngesellschaft

Zwei Loks des Typs L45H befinden sich in Österreich: die Lok 2099.01 der ÖGLB auf der Ybbstalbahn und eine weitere Lok auf der Stainzerbahn.
Zahlreicher vertreten sind FAUR-Lokomotiven neben dem Herkunftsland auch in anderen Ländern, die im RGW Mitglied waren. So finden sich beispielsweise bei den PKP die Baureihen Lyd2 (L30H), Lxd2 (L45H) und MBxd2 (Triebwagen A20D-P) auf verschiedenen Schmalspurbahnen. Weitere FAUR-Lokomotiven wurden nach Großbritannien und St. Kitts verkauft und sind dort im Einsatz.

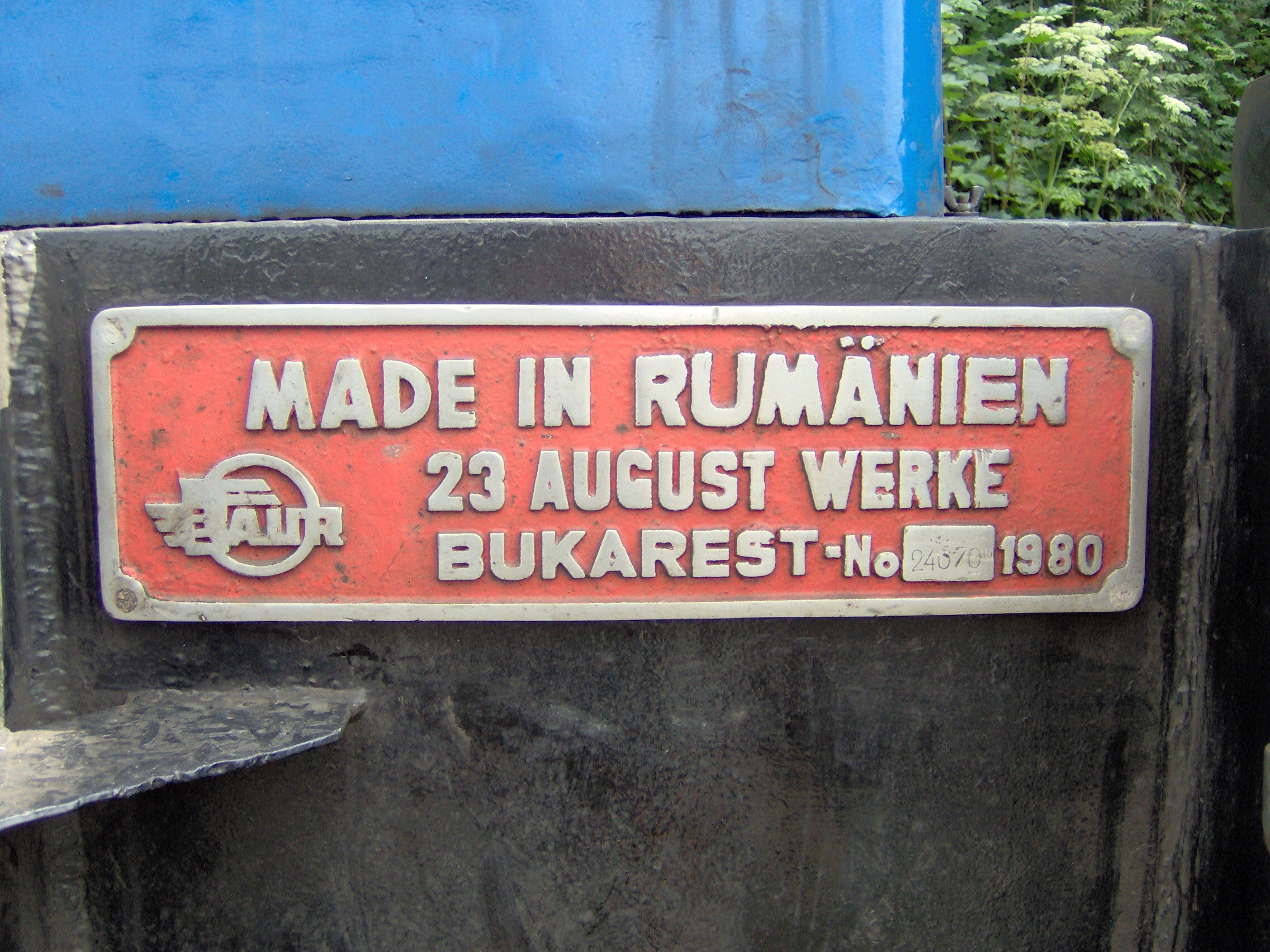
Faur Typenschild
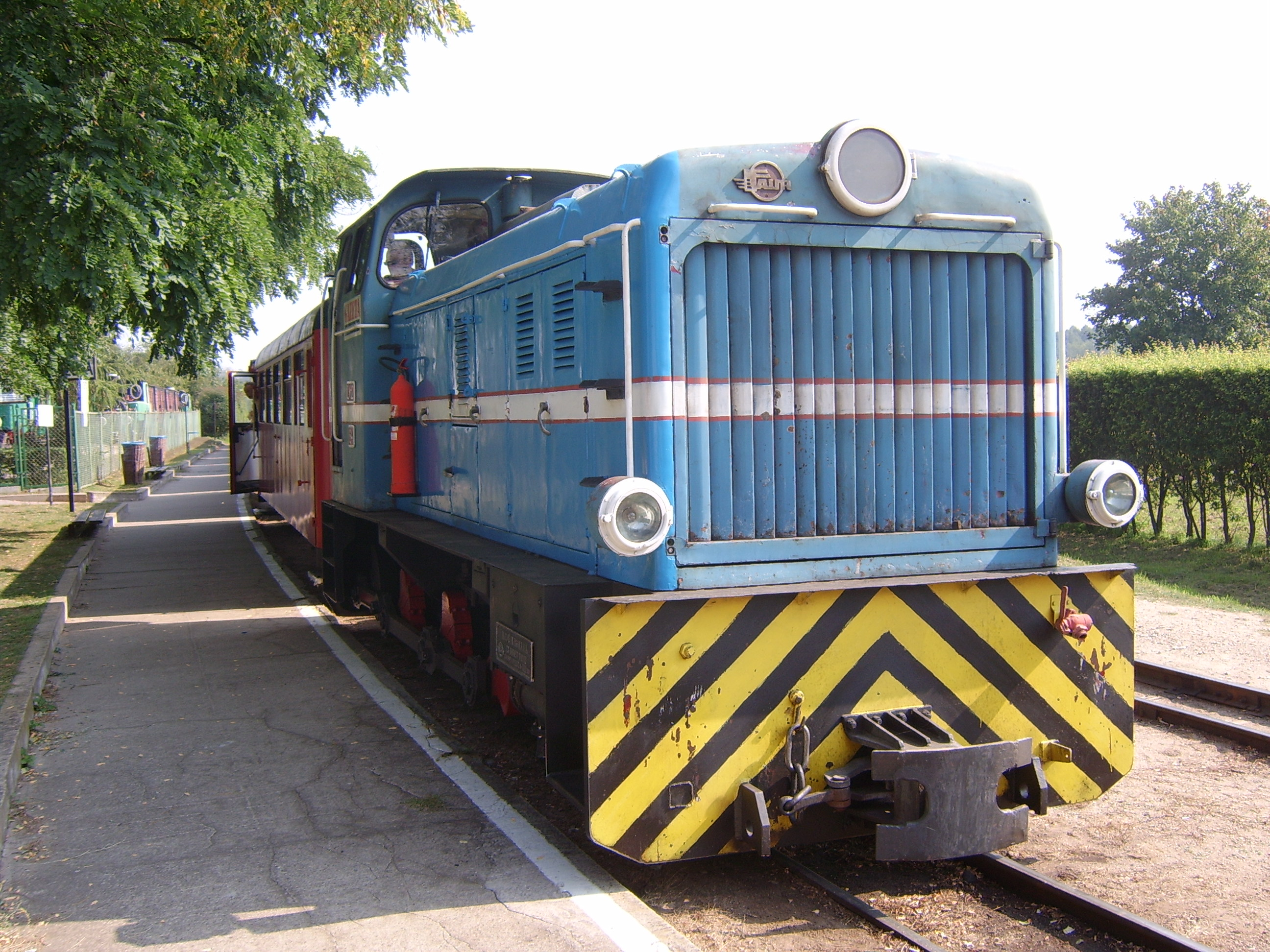
Faur L30H der PKP-Baureihe Lyd2
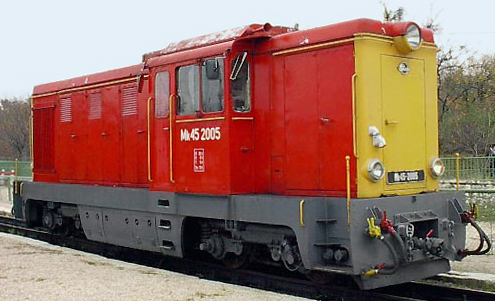
FAUR Lokomotive vom Typ L45H als MÁV Mk 45 2005
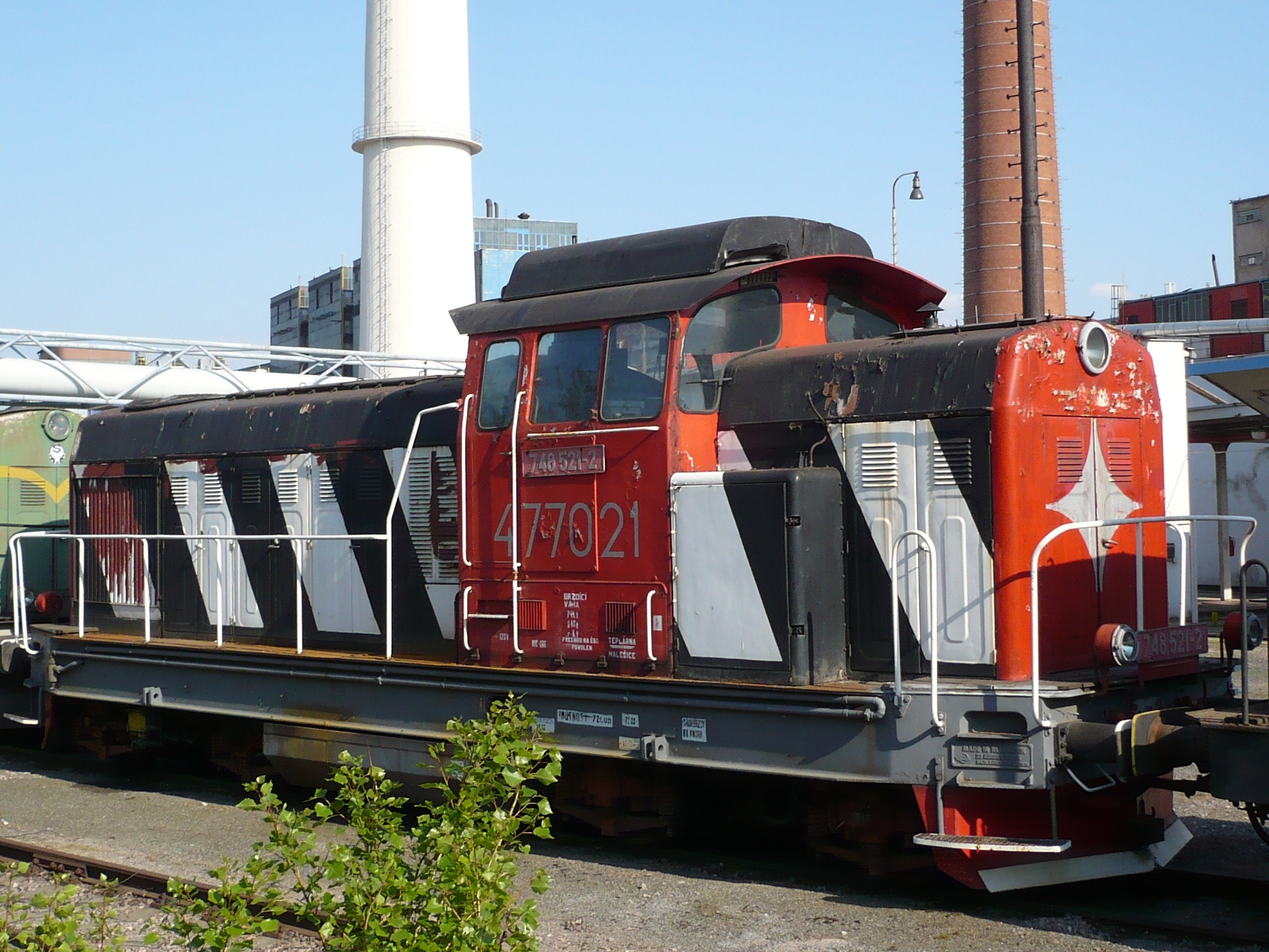
FAUR LDH 125 als ČSD Reihe 748.5, Heizwerk Malešice, Prag
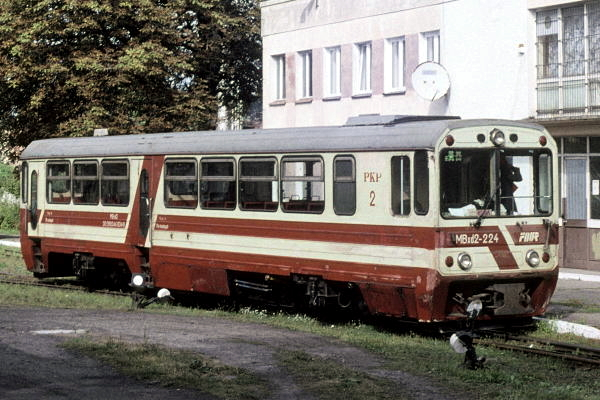
FAUR A20D-P als PKP MBxd2 224
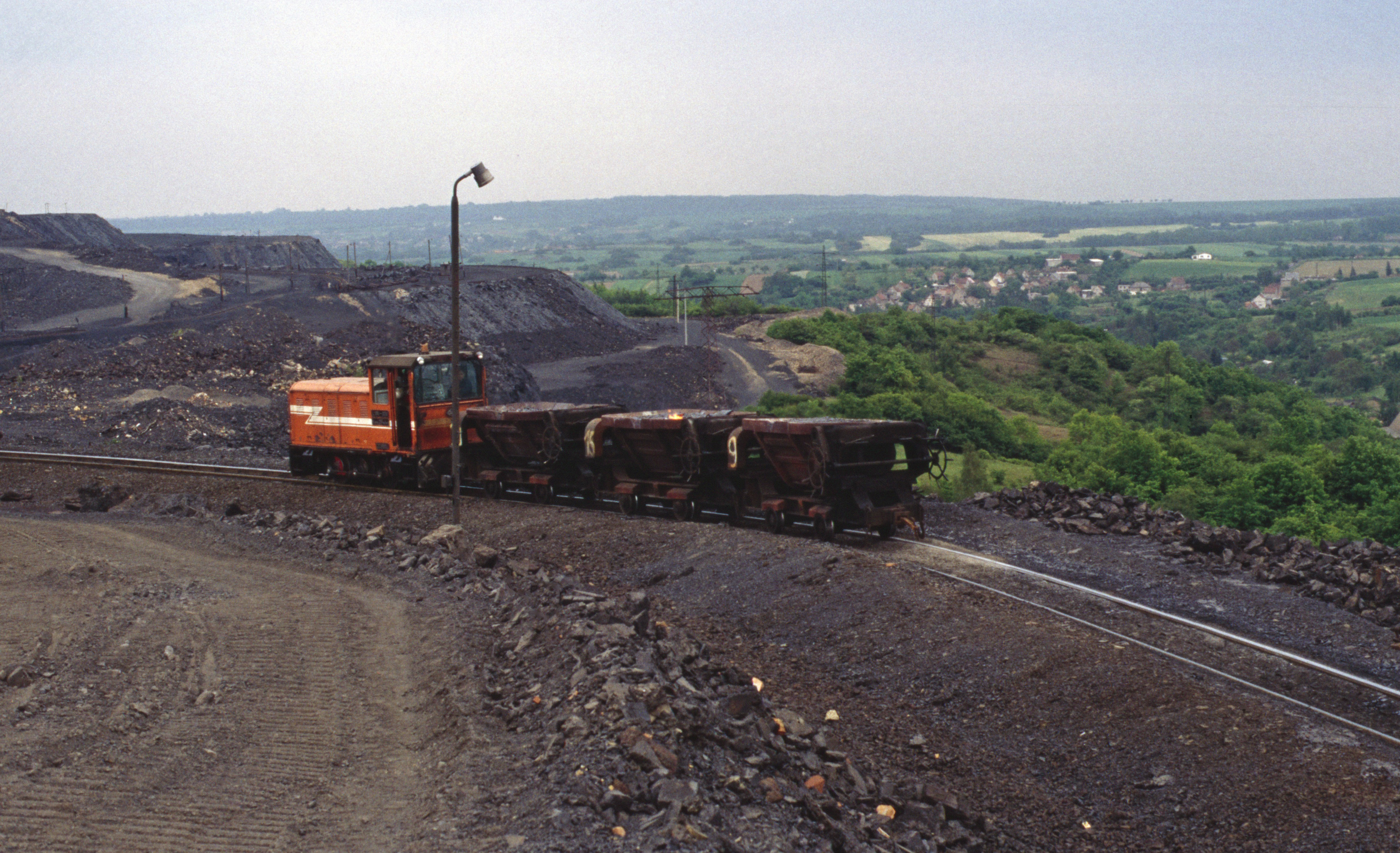
Faur L18H im Einsatz auf der Bebel-Hütte in Helbra im Juni 1990